# خانه صدرالسادات (۲)
خانه صدرالسادات (۲) مربوط به اواخر دوره زندیه تا اوایل دوره قاجار است  و در جنوب غربی فردوس، محله سردشت واقع شده و این اثر در تاریخ ۶ اسفند ۱۳۸۵ با شمارهٔ ثبت ۱۷۴۱۹ به‌عنوان یکی از آثار ملی ایران به ثبت رسیده است.